# Digresión
Una digresión (del latín digressio, -onis, apartarse, en griego: « παρέκβασις (parékbasis)») es una figura literaria y técnica narrativa que consiste en un cambio temporal del tema en el curso de un relato, y más generalmente de un discurso, para evocar una acción paralela o para hacer intervenir al narrador o al autor (la epífrasis de los romanos, o la parábasis del género teatral) cuyo efecto es romper el hilo del discurso con un cambio de tema intencionado. Considerada un adorno inútil para la retórica antigua, la digresión es sin embargo una técnica narrativa probada. Permite dilatar el relato, pausar, divertir o ironizar, o, en fin, insertar un comentario del autor.
En literatura la digresión formó parte sustancial de los trabajos satíricos del siglo XVIII, como en El cuento del tonel de Jonathan Swift, La vida y opiniones del caballero Tristram Shandy de Laurence Sterne. También Benito Pérez Galdós la usó mucho en sus obras durante el siglo XIX. En el siglo XX se ha asociado con la ficción posmoderna que ha usado la digresión para distanciar al lector de la ficción y para crear una sensación de juego.
Ejemplo: 
- El gato de mi prima está demasiado alterado - Dijo impaciente. Y cómo no iba a estarlo, si cierta raza de gatos no puede siquiera adaptarse al clima tan frío del pueblo donde vivían. Es como si alguien quisiera traerse verduras exóticas del Caribe,  las plantara lo más al norte de Rusia. Aunque, claro, puede darse el caso de que si aquello funciona, no sería más que una de las tantas muestras de supervivencia de las especies.

- ¿Estará estresado?

- Lo dudo.